# Viliam Soboňa
Viliam Soboňa (* 24. října 1947 Bardoňovo) je slovenský lékař, podnikatel v lázeňství a politik, po sametové revoluci československý poslanec Sněmovny lidu Federálního shromáždění za VPN, později za HZDS, počátkem 90. let ministr zdravotnictví Slovenska, počátkem 21. století poslanec Národní rady SR.

## Biografie
Ve volbách roku 1990 byl zvolen za VPN do Sněmovny lidu (volební obvod Západoslovenský kraj). Po rozkladu VPN v roce 1991 nastoupil do poslaneckého klubu HZDS. Ve Federálním shromáždění setrval do voleb roku 1992.
V druhé vládě Vladimíra Mečiara v období červen 1992 – listopad 1993 zastával post slovenského ministra zdravotnictví (do prosince 1992 ještě coby slovenský ministr v rámci československé federace).
V slovenských parlamentních volbách roku 2002 byl za HZDS zvolen do Národní rady SR.
Od roku 1995 bydlí na Sliači, kde do roku 1999 zastával post ředitele Lázní Sliač. Patřil mezi politiky, kteří se v éře Vladimíra Mečiara podíleli na privatizaci státního majetku. V roce 1999 byla ovšem zrušena privatizační smlouva a Lázně Sliač a Lázně Kováčová byly exministrovi zabaveny. V roce 2010 se Soboňa vyjádřil, že požaduje vrácení obou zařízení. V roce 2003 ho slovenský parlament vydal k trestnímu stíhání poté, co ho policie obvinila z machinací při zřízení a provozu akciové společnosti Casino Sliač Slovakia. Prokuratura ale později vyšetřování zastavila.
K roku 2004 se zmiňuje jako šéf volebního týmu Vladimíra Mečiara před prezidentskými volbami na Slovensku 2004.